# Riu Vaigai
El Vaigai és un riu de l'Índia al districte de Madurai a Tamil Nadu que neix de dos rierols a les valls de Kambam i Varushanad. Des dels Ghats Occidentals corre a l'est i al nord uns 80 km rebent els rius que baixen de les muntanyes Palni i després gira al sud-est fins a arribar a la mar on desaigua a uns 15 km a l'est de Ramanathapuram. No porta aigua durant una bona part de l'any.